# فرنسيسكو دوس سانتوس
فرنسيسكو دوس سانتوس (9 أبريل 1974 في البرازيل - ) هو لاعب كرة قدم برازيلي في مركز الهجوم. لعب مع Toronto Lynx ‏ وFC Kreuzlingen ‏ وSC Toronto ‏ وBrampton Stallions ‏ وToronto ThunderHawks ‏ وNorth York Astros ‏.